# Willy Hess (Komponist)
Willy Hess (* 12. Oktober 1906 in Winterthur; † 9. Mai 1997 ebenda) war ein Schweizer Musikwissenschaftler und Komponist.

## Leben
Hess studierte am Konservatorium Zürich Komposition, Musiktheorie und Klavier sowie Musikwissenschaft an den Universitäten Zürich und Berlin. Seit 1931 lebte er als freischaffender Musikschriftsteller und Komponist in seiner Heimatstadt. Daneben wirkte er von 1942 bis 1971 als Fagottist im Winterthurer Stadtorchester. Ab 1951 gab er 14 Supplementbände zur Beethoven-Gesamtausgabe heraus. Sein kompositorisches Schaffen ist ganz der traditionellen Tonalität verpflichtet. Es umfasst mehrere Sonaten, unter anderem für Fagott und kleines Orchester, für Viola und Klavier, für Viola und Fagott, für Viola solo, für Flöte und Cello und für Flöte und Klavier. 1959 erhielt Hess den Carl-Heinrich-Ernst-Kunstpreis für sein musikalisches Schaffen. Der Nachlass von Willy Hess befindet sich in der Zentralbibliothek Zürich.

## Veröffentlichungen
- Verzeichnis der nicht in der Gesamtausgabe veröffentlichten Werke Ludwig van Beethovens. Zusammengestellt für die Ergänzung der Beethoven-Gesamtausgabe, Wiesbaden, Breitkopf & Härtel, 1957.
- Parteilose Kunst – Parteilose Wissenschaft. Eine Auseinandersetzung mit dem Zeitgeist in der Musik, Tutzing, Schneider, 1967.
- Beethoven-Studien, Bonn, Beethoven-Haus, 1972 (Schriften zur Beethoven-Forschung, Reihe IV, Band 7).
- Beethoven. Studien zu seinem Werk, Winterthur, Amadeus-Verlag, 1981
- Das Fidelio-Buch, Winterthur, Amadeus-Verlag, 1986.
- Hinter den Kulissen. Momentbilder und Anekdoten aus dem Leben eines Orchestermusikers, Winterthur, Ed. Swiss Music, 1992
- Vom Doppelantlitz des Bösen in der Kunst , J. F. Lehmann, München, 1963